# Пять франков «Пастух»
Пять франков Пастух — французская банкнота, выпущенная Банком Франции, эскиз которой разработан 2 июня 1943 и выпущена 21 августа 1943 года. Она сменила фиолетовую банкноту 5 франков.

## История
В 1942 году мифологические аллегории на банкнотах были заменены на более реалистичные, темы сельского хозяйства и рыболовства. С введением новой пятифранковой банкноты, журнал La Montagne в статье посвящённой новой банкноте, не скрывал подлинного энтузиазма, с оттенком регионализма: «Банкнота имеет художественное значение», эстетическое представление банкноты противоречит коллаборационистским настроениям в обществе: «Да, во Франции есть прослойка женственных мужчин, это точно. Некоторые женщины выглядят слишком мужественными … это вероятно. Но мы категорически отказываемся признать, что лицо пастуха напоминает лицо актёра Виктора Маргерита».
Банкнота печаталась вплоть до 1947 года, была изъята из обращения в 1950 году. Перестала быть законным платёжным средством с 1 января 1963 года.

## Описание банкноты
Банкноту также называли «пять франков пастух, выпущенная для женщин». Авторами банкноты стали художник Климент Серво и гравёры Люсьен Делош и Жорж Хурье. Банкнота имела много различных цветовых оттенков широкого диапазона. На аверсе изображён молодой пастух в Пиренеях, держащий в руках берет и посох. Он стоит на фоне горного пейзажа, на переднем плане деревня. На реверсе банкноты изображена молодая девушка в шарфе из зеленого муара вокруг плеч и груди, на её шее ожерелье с золотым крестом. Это традиционный костюм горожанок Ажена.
На банкноте присутствует водяной знак в виде портрета Бернара Палисси, который родился в Ажене. Размеры банкноты составляют 100 мм х 62 мм, самая маленькая на тот момент французская банкнота.